# 陈美芬
陈美芬（1945年2月—），女，上海人，中华人民共和国外交官，曾任中华人民共和国驻马赛总领事兼驻摩纳哥总领事和中华人民共和国驻塞舌尔共和国特命全权大使。

## 生平
1965年，毕业于上海外国语学院法语系。1976年，进入中华人民共和国外交部工作。2000年8月，出任中华人民共和国驻马赛总领事兼驻摩纳哥总领事。2002年9月，出任中华人民共和国驻塞舌尔大使。2005年12月，自驻塞舌尔大使离任。